# CFR-600
CFR-600 (Engelska: Xiapu fast reactor pilot project) är en natriumkyld snabbneutronreaktor av pooltyp under uppbyggnad i Xiapu County, Fujian-provinsen, Kina, på Changbiao Island. Det är ett demonstrationsprojekt av generation IV av China National Nuclear Corporation (CNNC). Byggnationen påbörjades i slutet av 2017. Dessa reaktorer förväntas anslutas till elnätet under 2023 och 2025. Reaktorn kommer att ha en effekt på 1500 MW termisk effekt och 600 MW elektrisk effekt. Bränslet kommer att levereras av TVEL, dotterbolag till Rosatom, enligt avtalet som undertecknades 2019.
CFR-600 är en del av den kinesiska planen för att uppnå en sluten kärnbränslecykel. Snabba neutronreaktorer är den viktigaste framtida kärnkraftstekniken i Kina.
En större reaktor i kommersiell skala, CFR-1000, planeras också.
På samma plats byggs en andra 600 Den snabba reaktorn CFR-600 på MW startades i december 2020 och fyra 1000 MW CAP1000 föreslås.
Sådana bridreaktorer har möjlighet att användas för att producera plutonium av vapenkvalitet för tillverkning av kärnvapen.

## Reaktorer
| Xiapu-1 | FBR               | 642 MWe | 682 MWe | 1882 MWt | 2017-12-29 | 2023 | [ 7 ]       |
| Xiapu-2 | FBR               | 642 MWe | 682 MWe | 1882 MWt | 2020-12-27 | 2025 | [ 5 ] [ 7 ] |
| Fas II  |                   |         |         |          |            |      |             |
| Xiapu-3 | PWR / Hualong One | 1000 MW | 1215 MW | 3400 MW  |            |      | [ 8 ]       |
| Xiapu-4 | PWR / Hualong One | 1000 MW | 1215 MW | 3400 MW  |            |      | [ 8 ]       |

## Kontrovers
Al Jazeera rapporterade 2021 att reaktorerna är kontroversiella eftersom de producerar plutonium av vapenkvalitet, vilket erbjuder en dubbel militär och civil användning. Kina har slutat lämna in sina årliga frivilliga deklarationer till Internationella atomenergiorganet [IAEA] om sina plutoniumlager.